# توما بانگلتر
توما بانگلتر (فرانسوی: Thomas Bangalter‎؛ تلفظ فرانسوی: [tɔma bɑ̃ɡaltɛʁ]) موسیقی‌دان، تهیه‌کننده موسیقی، ترانه‌سرا، خواننده، آهنگساز و کارگردان فیلم اهل فرانسه است. وی از پدیدآورندگانِ گروهِ دفت پانک است.
از فیلم‌ها یا مجموعه‌های تلویزیونی که وی در آن‌ها نقش داشته‌است، می‌توان به برگشت‌ناپذیر اشاره نمود.